# Madame Bovary (film, 2014)
Pour les articles homonymes, voir Madame Bovary (homonymie).
Pour plus de détails, voir Fiche technique et Distribution.
Madame Bovary est un film américano-belgo-allemand coproduit, coécrit et réalisé par Sophie Barthes.

## Synopsis
Les amours adultères de la belle Emma Bovary, fatiguée de son terne mariage, se terminent dans la ruine.

## Fiche technique
- Titre original : Madame Bovary
- Réalisation : Sophie Barthes
- Scénario : Rose Barreneche et Sophie Barthes d'après Madame Bovary de Gustave Flaubert
- Direction artistique : Benoît Barouh
- Décors : Benoit Barouh
- Costumes : Christian Gasc et Valérie Ranchoux
- Photographie : Andrij Parekh
- Son :
- Montage : Mikkel E.G. Nielsen
- Musique : Evgueni Galperine et Sacha Galperine
- Production : Sophie Barthes, Felipe Marino et Joe Neurauter
- Sociétés de production : A Company Filmproduktionsgesellschaft, Left Field Ventures et Radiant Films International
- Société de distribution : Jour2Fête
- Pays d'origine : États-Unis, Belgique et Allemagne
- Langue originale : Anglais
- Format :
- Genre : Drame
- Durée : 119 minutes
- Dates de sortie : 
  - Canada : septembre 2014 (Festival international du film de Toronto 2014)
  - États-Unis : 2014
  - France : 4 novembre 2015

## Distribution
- Mia Wasikowska (VF : Karine Foviau) : Emma Bovary
- Ezra Miller (VF : Taric Mehani) : Léon Dupuis
- Paul Giamatti (VF : Philippe Peythieu) : docteur Homais
- Logan Marshall-Green (VF : Anatole de Bodinat) : le marquis d'Andervilliers
- Rhys Ifans (VF : Guillaume Orsat) : monsieur Lheureux
- Laura Carmichael (VF : Claire Beaudoin) : Henriette
- Henry Lloyd-Hughes (VF : Emmanuel Lemire) : Charles Bovary
- Olivier Gourmet : monsieur Rouault

## Sélections
- Festival du film de Telluride 2014
- Festival international du film de Toronto 2014 : sélection « Special Presentations »
- Festival du cinéma américain de Deauville 2015 : compétition officielle